# Iltning
|  | Oxidation omdirigeres hertil. Oxidation har en mere generel betydning inden for kemi, se Redox-reaktioner. |
Iltning eller oxidation er en kemisk proces, hvor et materiale eller stof går i forbindelse med ilt, typisk fra atmosfæren.
Ved oxidationen af en kemisk forbindelse ses en stigning i oxidationstallet for et atom eller grupper af atomer i den kemiske forbindelse. Ofte ses dette som en afgivelse af elektroner, andre gange blot som et fald i antallet af elektroner der omgiver et atom eller en gruppe af atomer. Ved afbrændingen af methan (nedenfor) ses f.eks. et fald i antallet af elektroner der omgiver carbonatomet i methan, mens der ses en stigning i antallet af elektroner der omgiver oxygen:
CH4 + 2 O2 → CO2 + 2 H2O
For metaller gælder det at oxidationsprocessen sker således at et metal ioniseres hvorved det kan danne ionforbindelser, f.eks. i form af rust.
Harskning er et eksempel på iltning; her går ilten i forbindelse med fedtstoffet i det stof der harsknes (f.eks. smør). Iltning kendes også fra vin, der skal iltes med den helt rigtige mængde for at få den bedste smag frem, men iltes vinen for meget, ødelægges smagen.
Hvis metallers overflade skades af kemiske reaktioner er det altid oxidation. F.eks. når jern ruster, når kobber irrer eller når sølv bliver sort af svovl.